# Надежда II
„Надежда II“ е квартал на град София, България, разположен в район „Надежда“, на 3,9 километра северно от центъра на града.
Кварталът е ограден от булевард „Ломско шосе“ и улиците „Христо Силянов“, „Генерал Никола Жеков“, „Република“ и „Стражица“. Граничи с кварталите „Надежда IV“ и „Свобода“ на север, „Лев Толстой“ на югоизток и „Надежда I“ на югозапад.

## Обществена инфраструктура
На територията на квартала се намират 15-о СОУ „Адам Мицкевич“, Читалище „Съзнание“ и църквата „Свети Дух“.

## Улици и произход на имената им
| Път                                 | Наречен на                                                              | Местоположение |
| ----------------------------------- | ----------------------------------------------------------------------- | -------------- |
| „457“                               | –                                                                       | Карта          |
| „Андрей Протич“                     | Андрей Протич (1875 – 1959), изкуствовед                                | Карта          |
| „Априлско въстание“                 | Априлско въстание (1876), въстание в Османската империя                 | Карта          |
| „Бъдник“                            | Бъдни вечер, християнски празник                                        | Карта          |
| „Вардар“                            | Вардар, река в Северна Македония и Гърция                               | Карта          |
| „Ген. Коста Николов“                | Коста Николов (1873 – 1944), генерал                                    | Карта          |
| „Ген. Никола Жеков“                 | Никола Жеков (1865 – 1949), генерал                                     | Карта          |
| „Горни порой“                       | Горни Порой, село във Валовищенско, Гърция                              | Карта          |
| „Добри Чинтулов“                    | Добри Чинтулов (1822 – 1886), поет                                      | Карта          |
| „Дравски бой“                       | Дравска операция, битка през Втората световна война                     | Карта          |
| „Екзарх Стефан“                     | Стефан I Български (1878 – 1957), духовник                              | Карта          |
| „Жорж Дантон“                       | Жорж Дантон (1759 – 1794), френски революционер                         | Карта          |
| „Илинденско въстание“               | Илинденско-Преображенско въстание (1903), въстание в Османската империя | Карта          |
| „Йордан Хаджиконстантинов - Джинот“ | Йордан Хаджиконстантинов – Джинот (1818 – 1882), просветен деец         | Карта          |
| „Йосиф Хербст“                      | Йосиф Хербст (1875 – 1925), журналист                                   | Карта          |
| „Кирил Дрангов“                     | Кирил Дрангов (1901 – 1946), революционер                               | Карта          |
| „Кубадин“                           | Кобадин, село в Северна Добруджа, Румъния                               | Карта          |
| „Лиса гора“                         | ?                                                                       | Карта          |
| „Ломско шосе“                       | Лом, град в Северозападна България                                      | Карта          |
| „Митрополит Авксентий Велешки“      | Авксентий Велешки (1798 – 1865), духовник                               | Карта          |
| „Недко Войвода“                     | Недко войвода, хайдутин                                                 | Карта          |
| „Николай Добрев“                    | Николай Добрев (1947 – 1999), политик                                   | Карта          |
| „Осми март“                         | Международен ден на жената, международен празник                        | Карта          |
| „Проф. Петър Ников“                 | Петър Ников (1884 – 1938), историк                                      | Карта          |
| „Република“                         | Република, форма на управление                                          | Карта          |
| „Св. Никола Нови“                   | Николай Софийски (? – 1555), мъченик                                    | Карта          |
| „Света Петка Търновска“             | Петка Българска (X – XI век), светица                                   | Карта          |
| „Свети Климент“                     | Климент Охридски (840 – 916), духовник                                  | Карта          |
| „Свободна“                          | Свобода, философска концепция                                           | Карта          |
| „Старозагорско въстание“            | Старозагорско въстание (1875), въстание в Османската империя            | Карта          |
| „Стражица“                          | Стражица, град в Горнооряховско                                         | Карта          |
| „Траен мир“                         | Мир, политическа концепция                                              | Карта          |
| „Търновска“                         | Велико Търново, град в Северна България                                 | Карта          |
| „Търновска конституция“             | Търновска конституция, исторически основен закон в България             | Карта          |
| „Хаджи Мано Стоянов“                | Мано Стоянов (1813 – 1895), общественик                                 | Карта          |
| „Христо Силянов“                    | Христо Силянов (1880 – 1939), революционер                              | Карта          |
| „Чудомир“                           | Чудомир (1890 – 1967), писател                                          | Карта          |